# Offshore-Windpark Veja Mate
Veja Mate ist ein Offshore-Windpark in der deutschen ausschließlichen Wirtschaftszone der Nordsee. Die Gesellschafter sind ein Konsortium bestehend aus der Ingka Group, Commerz Real, wpd-invest, KGAL und Siemens Financial Services. Die Investitionssumme des Projekts beträgt 1,9 Mrd. Euro.
Erwartet wird ein jährliches Regelarbeitsvermögen von mehr als 1600 GWh bzw. gut 4000 Volllaststunden, was dem jährlichen Stromverbrauch von ca. 400.000 deutschen Haushalten entspricht. Der Baubeginn der Offshore-Arbeiten fand Anfang April 2016 mit der Errichtung des ersten Monopile-Fundaments statt. Die Abnahme der letzten Windkraftanlage Ende Mai 2017 erfolgte vier Monate vorzeitig. Nach Abnahme durch SGS im Dezember 2017 ging die Anlage im Februar 2018 in den Regelbetrieb.
Am 1. Februar 2019 wurde bekanntgeben, dass die Siemens Project Ventures GmbH die alleinige Kontrolle über die Betreibergesellschaft Veja Mate Offshore Project GmbH übernimmt. Die Europäische Kommission genehmigte die Übernahme nach der EU-Fusionskontrollverordnung.

## Lage

Offshore-Windparks in der Deutschen Bucht und ihre Anbindung an Land

Der Windpark liegt etwa 130 Kilometer nördlich des niederländischen Eemshaven in der Nordsee. Er erstreckt sich über eine Gesamtfläche von ca. 51 km² bei Wassertiefen von 39–41 m. Die mittlere Windgeschwindigkeit vor Ort beträgt mehr als 10 m/s. Aufgrund seiner Lage ist er von der Küste aus nicht sichtbar.

## Windenergieanlagen
Zum Einsatz kommen 67 Windenergieanlagen (WEA) des Typs Siemens SWT 6.0-154, die bei einem Rotordurchmesser von 154 Metern über eine Nennleistung von jeweils 6 MW verfügen. Die Gesamtleistung aller Anlagen beträgt 402 MW. Ihre Gesamthöhe liegt bei ca. 180 m, die Nabenhöhe beträgt ca. 103 m. Ausgelegt sind sie für einen Betriebszeitraum von 25 Jahren. Mit der Auftragsvergabe 2015 wurde zugleich auch ein Wartungsvertrag über zunächst 15 Jahre vereinbart.
Errichtet wurden die Windkraftanlagen auf Monopile-Fundamenten mit Übergangsstücken. Bei den Monopiles handelt es sich um die bis dato größten gefertigten Fundamente ihrer Art; bei einem Durchmesser von 7,8 m sind sie bis zu 84,5 m lang. Produziert wurden die Monopiles im Werk des Herstellers Erndtebrücker Eisenwerk (EEW Special Pipe Construction) im Rostocker Überseehafen.

## Netzanbindung

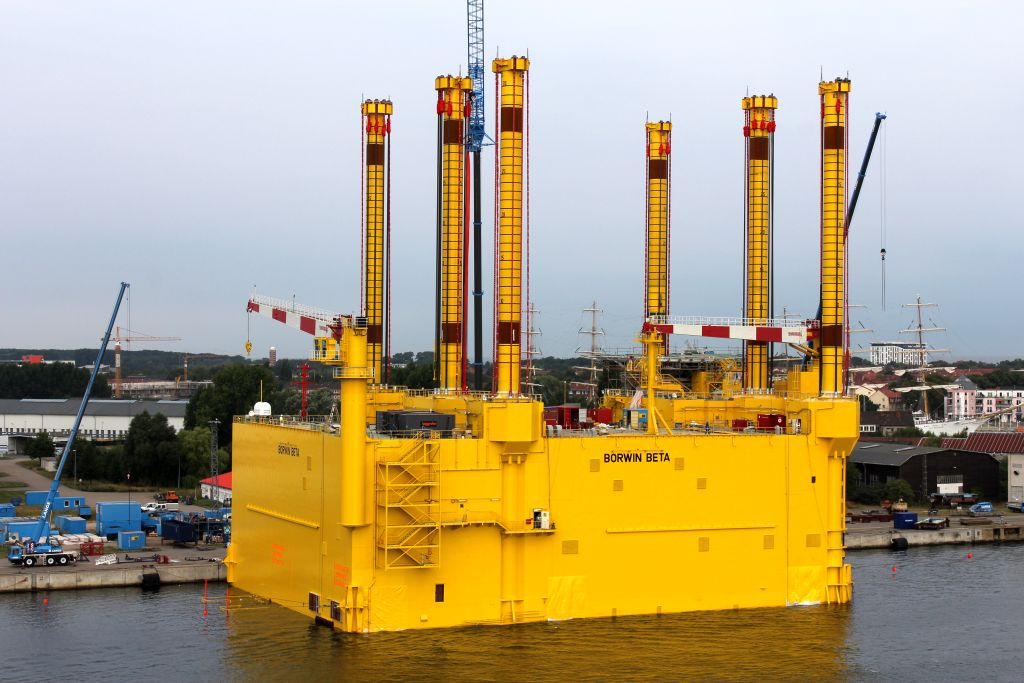
Konverterplattform BorWin beta in der Nordic Yards Warnemünde 2013

Die Windenergieanlagen sind über Mittelspannungskabel mit einer Umspannplattform im Windpark verbunden, die den Dreiphasenwechselstrom (Drehstrom) von 33 kV auf Hochspannung von 155 kV transformiert. Von dort aus wird der Strom mittels einer rund 11 km langen Seekabel-Verbindung an das Offshore-HGÜ-System BorWin2 des Übertragungsnetzbetreibers Tennet TSO geleitet. An die Konverterplattform BorWin beta schließen auch die Offshore-Windparks Albatros und Deutsche Bucht an. Nach Umwandlung in Gleichstrom erfolgt die Übertragung über 200 km (davon 125 km Seekabel und 75 km Erdkabel) zur Konverterstation Diele bei Diele (Weener). Das Offshore-HGÜ-System BorWin2 wurde von Siemens geliefert, ist für 800 MW Anschlussleistung ausgelegt und ging 2015 in Betrieb.

## Betrieb
Es wird ein Gelände in Eemshaven als Wartungs- und Servicestützpunkt genutzt.